# قائمة الأسواق في فلسطين
قائمة الأسواق في فلسطين البازار أو السوق هو سوق يتكون من عدة أكشاك أو متاجر صغيرة، وغالبًا ما تكون بمثابة السوق الرئيسي للمدينة. يعود أصل مصطلح البازار إلى اللغة الفارسية ، حيث كان يشير إلى منطقة السوق العامة في المدينة.

### قائمة الأسواق في فلسطين
| الإسم                          | الموقع  | الصورة | ملاحظات |
| ------------------------------ | ------- | ------ | --- |
| سوق العرب (البلدة القديمة)     | القدس   |        | سوق العرب (البلدة القديمة) هو سوق كبير يمتد على مساحة تقارب 100 فدان (400,000 متر مربع) في البلدة القديمة بالقدس.                                               |
| سوق نابلس، البلدة القديمة      | نابلس   |        | يقع سوق نابلس في البلدة القديمة بالضفة الغربية، ويضم العديد من مدابغ الجلود والأسواق وورش الفخار والنسيج التي تصطف على جانبي شوارع البلدة القديمة.              |
| البلدة القديمة في الخليل،      | الخليل  |        | أُنشئ حي إبراهيم أفينو في البلدة القديمة في الخليل، الضفة الغربية، بجوار سوق الخضار وسوق الجملة في شارع الشهداء جنوب البلدة القديمة. وقد أغلقه الجيش الإسرائيلي. |
| سوق البلدة القديمة في بيت لحم، | بيت لحم |        | تمتلئ شوارع بيت لحم القديمة وأسواقها القديمة بمحلات تبيع الحرف اليدوية الفلسطينية، والتوابل الشرق أوسطية، والمجوهرات، والحلويات الشرقية مثل البقلاوة.           |
| سوق البلدة القديمة في الناصرة  | الناصرة |        | يُعد سوق البلدة القديمة في الناصرة، سوقًا يتسوق فيه السكان المحليون والسياح جنبًا إلى جنب. يضم السوق الملابس والأطعمة والعديد من السلع الأخرى.                     |